# Helga Letzelter
Helga Letzelter, geboren als Helga Krieß (* 11. September 1942 in Madrid) ist eine ehemalige deutsche Leichtathletin und Sportwissenschaftlerin.

## Leben
Die als Helga Krieß geborene Letzelter kam in Madrid zur Welt und wuchs in Recklinghausen auf. Dort betrieb sie Leichtathletik beim Verein Recklinghäuser LC. Sie spielte ebenfalls Handball.
Sie wurde im Hochsprung 1969 Zweite und 1970 Dritte der deutschen Hallenmeisterschaft. Ihr Mann Manfred Letzelter betreute sie als Trainer. 1967 war sie Universiade-Teilnehmerin. Bei der Hallen-DM 1969 sorgte sie für Aufsehen, da sie die damals neuartige Sprungtechnik „Fosbury-Flop“ zur Anwendung brachte und damit überraschend Silber gewann. Zu ihren weiteren Erfolgen als Leichtathletin gehören deutsche Hochschulmeistertitel in den Disziplinen Hochsprung, Hürdenlauf und Fünfkampf.
Letzelter studierte in Münster, Freiburg und Mainz Leibeserziehung und Pädagogik. 1967 erlangte sie ihren Hochschulabschluss und war hernach im Schuldienst in Pirmasens und Gießen als Sportlehrerin tätig. 1971 bestand Letzelter in Bonn das Staatsexamen für Gymnasien und trat noch im selben Jahr an der Johannes Gutenberg-Universität Mainz eine Stelle als Lehrkraft für Leichtathletik und Sportspiele an. 1976 schloss sie ihre Doktorarbeit im Fach Erziehungswissenschaft ab, der Titel ihrer Arbeit lautete „Die altersbedingte Entwicklung des schnellen Laufens im Grundschulalter“.
1977 wurde sie Professorin für Sportwissenschaft an der Johannes Gutenberg-Universität Mainz. Zwischen 1988 und 1992 war sie Dekanin des Fachbereichs Sport. Sie befasste sich unter anderem mit den Themenbereichen Konditionstraining, Krafttraining, Leistungsdiagnostik, Sportspielforschung und Sprinttraining. Sie arbeitete bei Forschungsarbeiten und Veröffentlichungen teils mit ihrem Mann und später auch mit dem gemeinsamen Sohn Stefan Letzelter zusammen, der wie seine Eltern Leichtathlet im Spitzenbereich war und als Sportwissenschaftler tätig wurde.